# 国設胎内スキー場
胎内スキー場（たいないスキーじょう）は、新潟県胎内市に位置するスキー場である。

## 概要
1964年（昭和39年）11月、胎内リゾートの観光事業第1号として北蒲原郡黒川村によって開設され、1965年（昭和40年）12月に第1リフトの運転を開始。さらに明けて1966年（昭和41年）2月にナイター開きが行われた。北蒲原郡中条町との合併に伴い、胎内市による経営・管理となったが、その後市出資の第三セクター（株）胎内リゾートが指定管理者として運営している。胎内川の流域にあり、胎内川と鹿ノ俣川に挟まれている。
また、胎内二王子県立自然公園と磐梯朝日国立公園の区域内に含まれる。下越地方のスキー場の一つであり、コース数や索道数、コース総面積などは下越最大の規模を誇るが、近年は深刻な雪不足に悩まされることもある。2006年（平成18年）のシーズンは暖冬の影響による小雪で、オープン以来初めてシーズン中に一度も全面営業できずに営業を終了している。その際、シーズン券購入者にはほとんど営業が出来なかったお詫びとして、翌年も続けてシーズン券を有効とした。雪不足の対策として人工降雪機などが使用されているが、ちびっこぱ〜く及び初心者用ゲレンデへの使用にとどまっている。オフシーズンは、スキー場の駐車場が日本自動車連盟 (JAF) 公認のジムカーナコースとして競技会などで利用されている。

## 周辺
スキー場周辺は胎内リゾートと呼ばれる大規模な観光エリアとなっており、胎内彫刻美術館、胎内自然天文館、胎内高原ビール園、胎内平キャンプ場、胎内平、胎内川大噴水、ボート場、胎内フラワーパーク、胎内高原ゴルフ倶楽部、胎内フィッシングパーク、胎内昆虫の家など様々な施設や観光スポットが存在し楽しむことが出来る。また、ロイヤル胎内パークホテルを始めとした宿泊施設も多数存在する。

## ゲレンデ

### 初級
- ちびっこぱ〜く:スノーエスカレーターが設置されていて簡単に楽しめる。
- 初心者用ゲレンデ：ちびっこぱ〜くに併設され、同様にスノーエスカレーターで楽しめる。
- 林間コース:胎内スキー場における最長コース（全長2,350m）である。
- 小倉沢コース(1,700m)
- パラダイスコース(350m)

### 中級
- 第3ゲレンデ:ナイターにも使用されるゲレンデ。レールなどのアイテムが設置されることもある。
- 中央ゲレンデ:大会、検定などで使用され一部規制されることの多いコース。
- ラビットコース
- 第6ゲレンデ
- 鹿ノ俣ゲレンデ
- モンキーズゲレンデ
- 風倉ゲレンデ
- 風倉高原(第1・第2)ゲレンデ:シーズン初め、このゲレンデのみ滑走可能となることがある。風倉高原ゲレンデのみの営業となる際は、リフトを使用してゲレンデまで昇り降りする。

### 上級
- チャレンジコース
- ダイナミックコース

## 施設
- ペアリフト9基、スノーエスカレーター1基
- 胎内ロッジ、レストランやまぼうし、フリースペースヤマセミ、鹿ノ俣ロッジ、スキーハウスモンキー、無料休憩所
- 第1、第2、第3駐車場、風倉駐車場（合計4000台）

## 主な大会・イベント

### 胎内スキーカーニバル
スキー場主催のイベントで、トーチ滑降や松明滑降、花火大会が催される。

### 下越スキー技術選手権
2007年より行われているICI石井スポーツ主催の下越スキー技術選手権の会場の一つとなっている。選手権は3連戦となっており、他にわかぶな高原スキー場、NINOHJI SNOW PARK NINOXが会場として使用される。

### 胎内ワンメイクジャンプ大会
スノーボードのワンメイクジャンプの大会。男女それぞれオープンとビギナークラスに分けて行われる。

## その他

### 下越共同企画
下越地方にある国設胎内スキー場、ぶどうスキー場、わかぶな高原スキー場、NINOHJI SNOW PARK NINOX、三川温泉スキー場の五つのスキー場が合同でいくつかのサービスを行っている。
- シーズン券に関するもの
  - 五つのスキー場のどれかのスキー場のシーズン券を持っていると他のスキー場で1日券が割引される。
  - 「下越エリアスキー・スノボ感謝の日」に他のスキー場で無料で滑れる。
- 下越スキー場ラリー
  - 5つのスキー場の1日券を各1枚ずつ集めると、何れかのスキー場の1日券と交換できる。

## アクセス
- 鉄道・バス
  - JR羽越本線中条駅からのれんす号(要予約) で約25分。
  - ロイヤル胎内パークホテルからシャトルバス（土日祝）で約10分。宿泊者限定で中条駅から同ホテルまで送迎あり。
  - 新潟駅から中条駅特急:約30分、普通:約60分
- 自動車
  - 日本海東北自動車道中条ICから国道7号経由で約30分。